# 아라키 무라시게

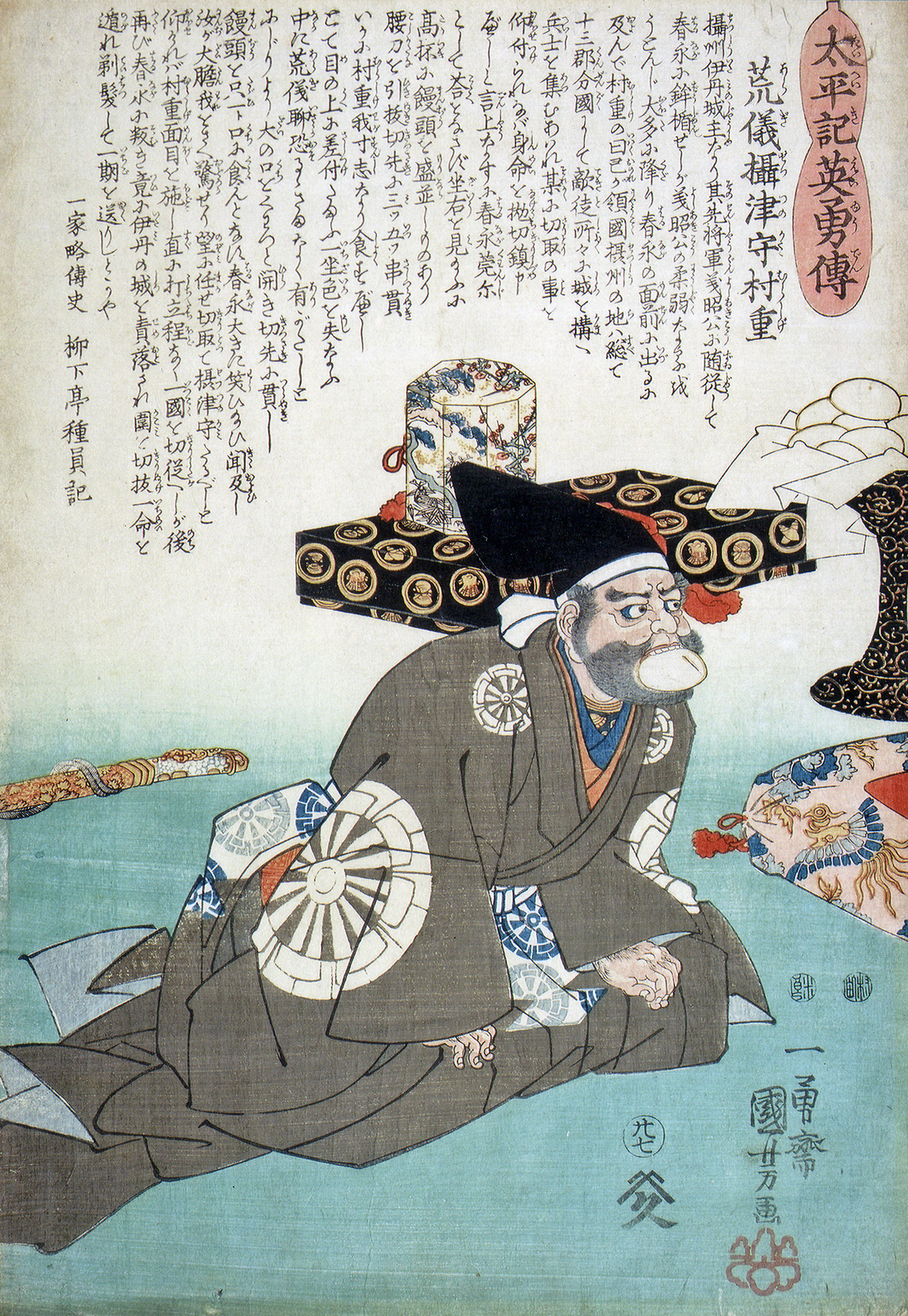
아라키 무라시게

아라키 무라시게(일본어: 荒木村重, 1535년 ~ 1586년 6월 20일)는 센고쿠 시대부터 아즈치모모야마 시대까지의 무장, 다이묘이다. 리큐 십철 중 한사람이다. 아명은 주지로(十二郎). 후에 야스케(弥介, 弥助)로 불렸다. 출가 후에는 도쿤(道薫), 도훈(道糞)으로 개명하였다. 아라키 씨는 하타노 씨(波多野氏)의 일족으로서 조상은 후지와라노 히데사토이다.

## 같이 보기
- 이케다시